# 国富鳳山
国富 鳳山（くにとみ ほうざん）は、江戸時代中期の儒学者。徳山藩士。諱は彦敬。家格は中小姓、禄高は27石。徳山藩学の基礎を築いた人物の一人。

## 生涯
宝永4年（1707年）、徳山藩士・国富忠亮の長男として生まれる。人柄は温厚で言行をいやしくせず、名誉や利益には執着しない人物であったと伝わる。
壮年の頃に江戸へ出て、太宰春台と共に荻生徂徠門下の双璧と称された服部南郭に師事し、3年間古文辞学（徂徠学）を学んだ後に帰国した。
延享元年（1744年）に父・忠亮が隠居したためその後を継ぎ、徳山藩藩主・毛利広豊の信任を受けて侍講を務めると共に、徳山藩の子弟に古文辞学等を教え、剣槍弓馬を鍛錬した。また、鳳山は音韻にも詳しく、『両韻弁』や『鳳山詩集』を著した。
当時の儒学は朱子学が中心であったが、鳳山は世評を気にせずに古文辞学を説いたため、徳山の古文辞学はこれ以降盛んになり、徳山藩の儒学教育の源流となった。鳳山の門下からは本城紫巌、役藍泉、青木葵園らが出ている。
宝暦12年（1762年）9月19日に病死。享年56。鳳山の家塾は、子の嶺南（彦章）が継いだ。墓は山口県周南市の本正寺にあり、墓碑は長州藩の藩校である明倫館の祭酒・小倉鹿門が撰している。
鳳山の門弟達は鳳山の死を悲しみ、青木葵園は「西天明月没し、南海夜珠沈む、人は遺編を抱いて哭し、恨は旧感を兼ねて深し」と賦し、役藍泉は「時移り人おのずから尊し、千秋我が業を思えば、萬巻これ誰の恩ぞ」と述べている。